# Luttre

Kanaal Charleroi-Brussel ter hoogte van Luttre

Luttre is een dorp in de Belgische provincie Henegouwen en een deelgemeente van de Waalse gemeente Pont-à-Celles.

## Geschiedenis
Luttre behoorde tot de gemeente Pont-à-Celles, tot het in 1841 werd afgesplitst als een zelfstandige gemeente. Bij de gemeentelijke herindeling van 1977 werd het een deelgemeente van Pont-à-Celles.

## Bezienswaardigheden
- De Sint-Niclaaskerk (Église Saint-Nicolas) is een neoclassicistisch kerkgebouw van 1869 nadat Luttre in 1842 werd verheven tot parochie. Voordien was er een kapel.

## Natuur en landschap
Luttre ligt aan het Kanaal Charleroi-Brussel en aan de Ruisseau de Sart-Rèves. De hoogte aan de kerk bedraagt 141 meter.

## Demografische ontwikkeling
- Bronnen:NIS, Opm:1831 tot en met 1970=volkstellingen
- 1970: Aanhechting van Liberchies in 1964

## Verkeer en vervoer
Het station Luttre is een belangrijk IC-station op de spoorlijn Charleroi - Brussel - Antwerpen.

## Nabijgelegen kernen
Liberchies, Viesville, Pont-à-Celles, Obaix, Rèves